# 사기 차씨
사기 차씨(司記 車氏, ?~1444년)는 세종의 후궁이다.

## 생애
원래 궁인(宮人)의 신분으로, 특별히 관작을 받았다는 기록은 없다. 《조선왕조실록》에는 그녀가 연생전(延生殿)의 궁인으로 있던 1444년 음력 7월 10일에 벼락을 맞아 죽었다는 기록이 있다. 같은 날 세종은 쌀과 대두 각각 10석과 종이 60권, 관곽(棺槨) 등을 부의하였다.
소생으로는 옹주 하나가 있었는데, 그 옹주는 1431년 두 살의 나이로 요절하였다.

## 가족 관계
- 남편 : 제4대 세종대왕(世宗大王, 1397년 ~ 1450년, 재위 1418년 ~ 1450년)
  - 장녀 : 옹주(1430년~1431년) - 요절